# Traves
Traves là một đô thị ở tỉnh Torino trong vùng Piedmont, có vị trí cách khoảng 30 km về phía tây bắc của Torino. Tại thời điểm ngày 31 tháng 12 năm 2004, đô thị này có dân số 539 người và diện tích là 10,7 km².
Traves giáp các đô thị: Mezzenile, Pessinetto, Viù, và Germagnano.